# Musically Incorrect
Musically Incorrect è il decimo album in studio dei Y&T, uscito nel 1995 per l'etichetta discografica Music for Nations.

## Tracce
1. Long Way Down (Kennemore, Menketti) 7:11
2. Fly Away (De Grasso, Kennemore, Meniketti) 7:03
3. Quicksand (DeGrasso, Kennemore, Meniketti) 5:44
4. Cold Day in Hell (Kennemore, Meniketti) 5:06
5. I've Got My Own (Kennemore, Meniketti) 4:29
6. Nowhere Land (Kennemore) 6:35
7. Pretty Prison (Kennemore, Meniketti) 6:26
8. Don't Know What to Do (DeGrasso, Kennemore, Meniketti) 4:52
9. 21st Century (Burns, DeGrasso, Meniketti) 5:30
10. I'm Lost (Haze, Kennemore, Meniketti) 3:19
11. Confusion (DeGrasso, Kennemore, Meniketti) 3:09
12. No Regrets (Meniketti) 5:28

## Formazione
- Dave Meniketti - voce, chitarra
- Stef Burns - chitarra, cori
- Phil Kennemore - basso, cori
- Jimmy DeGrasso - batteria, cori